# Proscelotes
Proscelotes es un género de lagartos perteneciente a la familia Scincidae. Se distribuyen por el este y el sur de África.

## Especies
Según The Reptile Database:
- Proscelotes aenea (Barbour & Loveridge, 1928)
- Proscelotes arnoldi (Hewitt, 1932)
- Proscelotes eggeli (Tornier, 1902)